# 六書
六書，具体包括象形、指事、會意、形聲、轉注、假借，是最早的关于汉字构造的系统理论，由《说文解字》的作者、东汉经学家許慎阐发。六书是中国传统文字学的理论基础，历来深受重视。象形、会意、形声、假借等术语，至今仍广泛应用于汉字教学和研究中。直到20世纪的新文字学，才逐渐跳出六书，提出新的系统框架。
| 六书 | 六书 | 意涵                                               | 意涵                                               | 字例                                               |
| ---- | ---- | -------------------------------------------------- | -------------------------------------------------- | -------------------------------------------------- |
| 四体 | 象形 | 独体字                                             | 直接描绘物体形象                                   | （月），象月牙之形，表示月亮                       |
| 四体 | 指事 | 独体字                                             | 用抽象符号加以标示                                 | （刃），在刀的象形符号上加一点，表示刀刃           |
| 四体 | 会意 | 合体字                                             | 用表形或表义的部件组合                             | （好），「女」面對「子」，表示相親相愛             |
| 四体 | 形声 | 合体字                                             | 用声符和义符组合                                   | （聾），從「耳」、「龍」聲，表示聽不到聲音         |
| 二用 | 转注 | 用不同的字，表示同一个语义（众说纷纭，至今无定论） | 用不同的字，表示同一个语义（众说纷纭，至今无定论） | 用不同的字，表示同一个语义（众说纷纭，至今无定论） |
| 二用 | 假借 | 用同一个字，表示不同的语义                         | 用同一个字，表示不同的语义                         | 借用表示簸箕的象形字（其）来表示虚词               |

## 历史
“六书”一说最早见于《周禮》，与五禮、六樂、五射、五馭、九數并列，为贵族教育——六艺的组成部分，但具体内容不详。据張政烺推測，可能是基礎的認字教材，如六十甲子。
東漢，班固、鄭眾、許慎等人將六書解釋為六種造字方法，并説明具體名目。三人的说法大同小异，当源自两汉之际的古文經學家刘歆。由于許慎说的名称較能揭示六书内涵，班固说的次序較符合文字發展的邏輯，所以后人多结合二者，形成通行的六書説法，即象形、指事、會意、形聲、轉注、假借。許慎不僅給出定義和例字，還在《説文解字》中用六書對具體漢字進行說解，其闡發的六书說為漢字學奠定理論基礎，讓漢字研究成爲一門獨立的學科體系。
| 班固 《漢書·藝文志》 | 古者八歲入小學，故周官保氏掌養國子，教之六書，謂象形、象事、象意、象聲、轉注、假借，造字之本也。 |
| 鄭眾 《周礼解诂》    | 六書，象形、會意、形聲、處事、假借、諧聲也。 |
| 許慎 《说文解字叙》  | 《周禮》：八歲入小學，保氏教國子，先以六書。 一曰指事。指事者，視而可識，察而見意，“上、下”是也。 二曰象形。象形者，畫成其物，隨體詰詘，“日、月”是也。 三曰形聲。形聲者，以事為名，取譬相成，“江、河”是也。 四曰會意。會意者，比類合誼，以見指撝，“武、信”是也。 五曰轉注。轉注者，建類一首，同意相受，“考、老”是也。 六曰假借。假借者，本無其事，依聲託事，“令、長”是也。 |
對六书的研究，至宋朝出现新的热潮，如鄭樵《六书略》、戴侗《六书故》、张有《復古編》等，都对六书提出颇有见地的看法。清朝乾嘉學派兴起，引领六书研究的又一高潮。尤其是戴震提出的“四体二用”说，是六书研究中的重大突破。他将六书区分为两个层次：象形、指事、會意、形聲是造字之法，关于文字的形體結構；轉注、假借是用字之法，关于文字在使用過程中的規律。
尽管历代学者对六书的理解各不相同，在转注的定义，指事、象形、会意的界线，以及一些具体汉字究竟属于哪一书等问题上争论不休，但始终沿用六书的名目。直到1935年唐兰批判六书说、提出三书说之后，学者们才逐渐跳出六书这一传统框架，提出新的理论模式，如陈梦家、裘锡圭的三书说，王宁的十一种汉字构形模式，等等。

## 意涵

### 象形
象形就是按照物体的实际形状，描画出圖形，作为文字。例如甲骨文的（月），象月牙之形。象形字描绘的物体形状是具象的，但本义可以是抽象的，例如甲骨文的（高），象高台之形，表示抽象的“上下距离大”。严格来说，隶变之后的汉字中已经没有象形字，只有古代象形字的传承字。

### 指事
由于许慎對於指事字的解釋较为籠統，且在整本《说文解字》中只明確“上、下”二字為指事，因此后世學者對指事與象形、会意的區別眾說紛紜。一般認爲，指事的特点是使用抽象符号，至少包括以下兩類字：一是用抽象符号指示位置关系，例如甲骨文的 （下），用抽象符号表示在下方；二是在象形符号的基础上加上标示符号，例如甲骨文的（刃），在刀的象形符号上加一点，表示刀刃部分。

### 會意
會意是由两个或两个以上的表形或表义部件组合在一起，表示新的意义。例如甲骨文的（兵），由两个（又）和一个（斤）组成，构意为两手拿着斧子，表示兵器。又如“信”，由“人”和“言”组成，表示誠信。

### 形聲
形声是由表示义类的義符和提示字音的聲符组合在一起，構造文字。在甲骨文阶段，形声字的数量并不多，只占22%；到小篆阶段，《说文解字》中形声字的比例已经占到87%。這些新增的形声字多为分化字，例如：甲骨文的是象形字，象鳳鳥之形，後來加上声符，演变为从“鳥”、“凡”聲的形声字；甲骨文的是象形字，象簸箕之形，後來加上形符，演变为从“竹”、“其”聲的形声字“箕”。相比之下，不是逐渐分化、而是无中生有地新造出来的形声字，例如近代为化學元素造的“氦”、“镭”等字，其数量并不很多。
除了提示字音，部分聲符还可以提示词源意义。例如：“悌”的声符为“弟”，除了提示字音，也提示“悌”的语义（弟弟敬爱兄长）与“弟”的语义有关；“氢”的声符为“巠”，除了提示字音，也提示“氢”的语义（一种很轻的气体）与“輕”的语义有关。这也被称为“形声兼会意”。

### 轉注
由于许慎对于转注的定义和例子较为模糊，且除了《说文解字叙》中的“考、老”二字外，在《说文解字》正文中没有再给出转注的其他任何字例，因而后世对转注的定义莫衷一是，至今尚无定论。一些学者认为，转注与造字无关，如戴震、段玉裁等认为，转注指的是互训，即兩個同义词互相作爲對方的释義；江声认为，转注指的是《说文解字》按照部首分列各个汉字的體系。一些学者认为，转注与造字有关，反映文字的孳乳分化，如章太炎认为，转注指的是给一个词的異音另外造字；鄭珍等认为，转注是给已有的汉字加注音符或義符，产生新字。裘锡圭则彻底跳出六书的框架，指出转注对于汉字研究来说是一个无用的术语，不必过多深究。

### 假借
大多数学者认为，许慎所说的“假借”指的是一个字用来记录本义之外的其他语义，包括：
- 与本义有关的另一个语义。如“涕”的本义是眼泪，现在多用来表示鼻涕。今人多称此为“词义引申”。
- 与本义无关的另一个同音词，且该词有本字。如“草”的本义是櫟樹果實，現在多用來表示草本植物（本字作「艸」）。今人多称此为“通假”。
- 与本义无关的另一个同音词，且该词無本字。如“其”的本义是簸箕，现在多用来表示虚词。今人多称此为“假借”。

章太炎则认为六书都关乎造字，六书的假借只限于上述第一类，指的是一个词引申出新的语义，但不为其新造一个字，而是仍用原字来记录，这种节制造字的行为就是假借，与不断产生新字的转注相对。